# باشگاه فوتبال ساندو
باشگاه فوتبال ساندو یک باشگاه فوتبال حرفه‌ای از ترینیداد و توباگو است. این باشگاه در حال حاضر اعضای لیگ حرفه‌ای تی‌تی است و در ورزشگاه آتو بولدون در کووا بازی می‌کند.